# Senffrucht

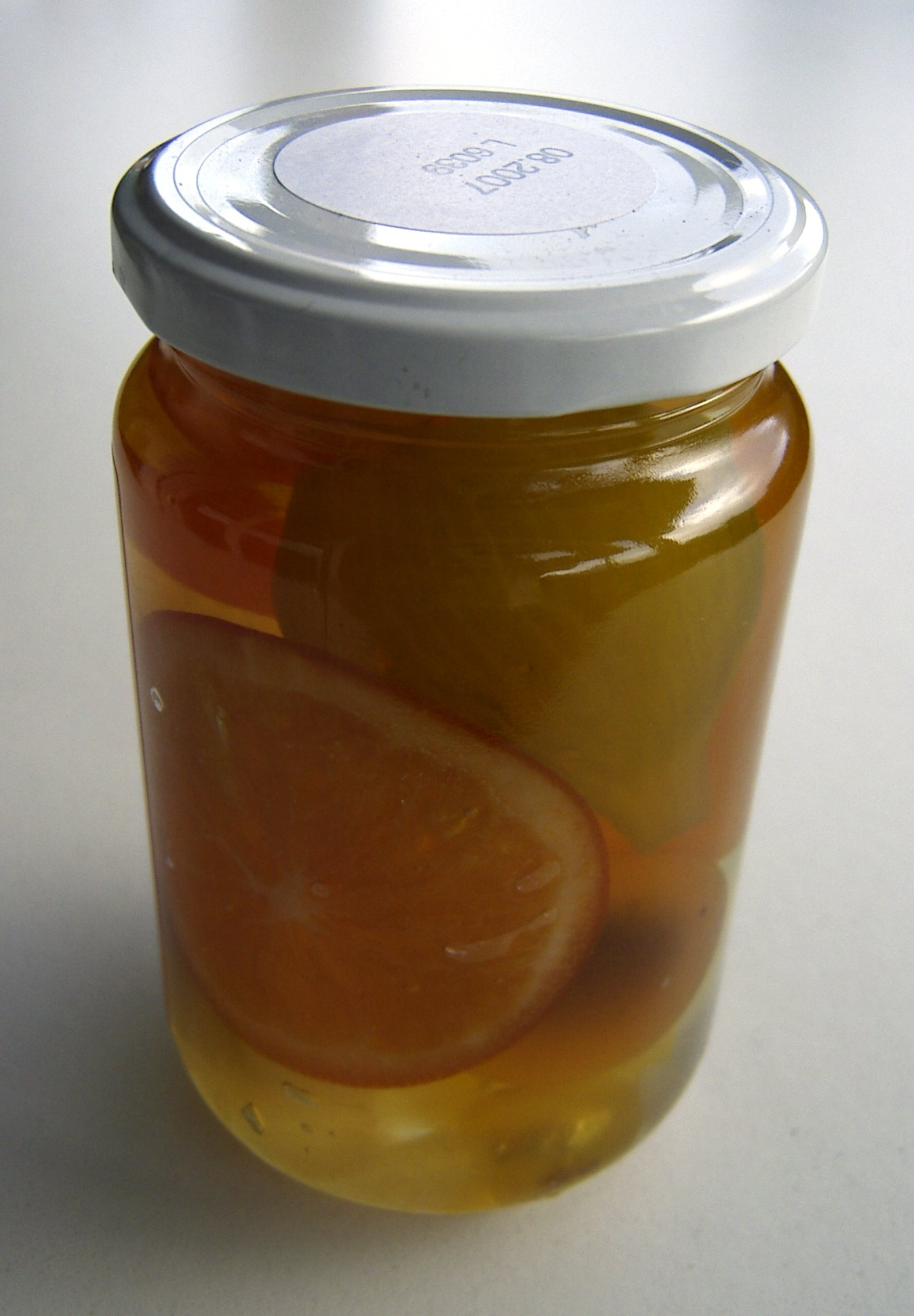
Senffrüchte im Glas

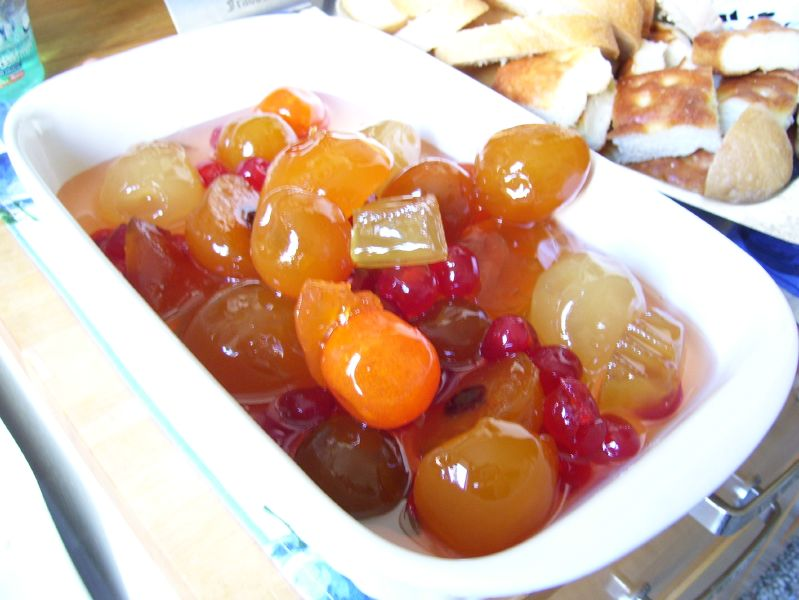
„Mostarda di Cremona“

Senffrüchte (ital. mostarda di frutta) sind eine italienische Spezialität, bei der verschiedene Früchte in einem Mostardasirup (eine Mischung aus Läuterzucker und Senföl) eingelegt werden. Die originale italienische Bezeichnung ist Mostarda. Verwendet werden Orangen, Trauben, Birnen, Pfirsiche, Renekloden, Kirschen, Mandarinen, Kumquats, Quitten und Aprikosen.
Der Geschmack ist süß-scharf.
Die Früchte passen dabei sehr gut zu verschiedenen italienischen Gerichten, aber auch zu traditionellen Schweizer Gerichten wie Raclette, Gschwellti, Fondue, kaltem Fleisch oder Käse.

## Herstellung
Eine erste Erwähnung finden Senffrüchte im Poem „La secchia rapita“ von Alessandro Tassoni (1621).
Senffrüchte werden heute industriell wie folgt hergestellt: Die Früchte werden kurz bevor sie reif sind gepflückt und in Fässern mit einer Lösung aus Wasser, Speisesalz und Disulfit gelagert. Vor dem Kandieren werden die Früchte entsalzt. Dabei werden die Früchte gewaschen, gelöchert, gekocht und nochmals gewaschen. Das Wasser in der Frucht wird in einem weiteren Schritt durch eine Zuckerlösung ersetzt. Dabei werden die Früchte mehrere Tage lang in immer stärker konzentrierten Bädern mit Zuckerlösung eingelegt. Zum Schluss werden die so kandierten Früchte gemischt in Gläser gefüllt und das Ganze mit Mostardasirup aufgefüllt. Dort nehmen die Früchte das Senfaroma an.
Dieses Verfahren kann häuslich zu großen Teilen nachvollzogen werden, wie verschiedene Rezeptvarianten belegen.